# Razširjena slovenska planinska pot
Razširjena Slovenska planinska pot je dopolnilo Slovenske planinske poti od Maribora do Ankarana in predstavlja seznam nekaj deset vrhov oziroma 'kontrolnih točk'. Točke so razporejene po vsej Sloveniji, med seboj niso povezane in pomeni vsaka samostojni cilj. Seznam so sestavili zaradi nesposobnosti vzpostavitve manjkajoče polovice Transverzale. Prvi tak seznam kontrolnih točk so izdali leta 1966 in na njem je bilo 18 obveznih in 20 neobveznih kontrolnih točk. Od leta 1984 je na tem seznamu 35 obveznih KT + 1 neobvezen vrh, leta 2003 je bila dodana še 1 neobvezna točka.
Poti na vrhove in do planinskih postojank Razširjene slovenske planinske poti so običajne planinske poti, označene s Knafeljčevimi markacijami in nimajo posebnih ali dodatnih oznak. Trenutno obsega 36 kontrolnih točk.

## Julijske Alpe
- Stol (1673 m)
- Visoki Kanin (2587 m) ali Rombon (2208 m)
- Mangart (2678 m)
- Bavški Grintavec (2347 m)
- Škrlatica (2740 m) ali Špik (2472 m)
- Debela peč (2014 m)
- Ratitovec - Krekova koča (1642 m)

## Karavanke
- Veliki vrh v Košuti (2088 m)
- Olševa - Govca (1929 m)
- Peca - Kordeževa glava (2125 m)

## Kamniško-Savinjske Alpe
- Mrzla Gora (2203 m) neobvezna točka
- Menina planina - Dom na Menini planini (1453 m)

## Severovzhodna Slovenija
- Paški Kozjak - Dom na Paškem Kozjaku (960 m)
- Košenjak (1522 m)
- Žavcarjev vrh - Koča na Žavcarjevem vrhu (863 m)
- Zavrh v Slovenskih goricah (370 m)
- Jeruzalem (338 m)
- Selo v Prekmurju (295 m)
- Donačka gora (882 m)
- Boč (979 m)

## Posavsko hribovje
- Bohor - Koča na Bohorju (898 m) ali Lisca - Tončkov dom na Lisci (927 m)
- Resevna - Planinski dom na Resevni (645 m)
- Mrzlica - Planinski dom na Mrzlici (1093 m) ali Kum - Planinski dom na Kumu (1211 m)
- Geometrično središče Slovenije - GEOSS (645 m)

## DolenjskainBela krajina
- Gradišče - Lavričeva koča na Gradišču (510 m)
- Mala gora - Planinska koča pri Sv. Ani na Mali gori (910 m)
- Gorjanci - Trdinov vrh (1178 m)
- Mirna gora - Planinski dom na Mirni gori (1000 m)

## Notranjska
- Veliki Snežnik - Koča Draga Karolina na Velikem Snežniku (1796m)
- Slivnica - Planinski dom na Slivnici (1075m)
- Krim - Planinska koča na Krimu (1107m)

## Polhograjsko hribovje
- Grmada (898 m)

## Škofjeloško hribovje
- Lubnik - Koča na Lubniku (1025 m)

## Primorska
- Matajur (1642 m)
- Korada - Planinsko zavetišče na Koradi (803 m)
- Trstelj - Stjenkova koča na Trstelju (610 m)